# París-Roubaix 1965
La 63.ª edición de la París-Roubaix tuvo lugar el 11 de abril de 1965 y fue ganada por el belga Rik Van Looy, consiguiendo así su tercera victoria en esta prueba. 

## Clasificación final
| Posición | Ciclista               | Equipo                | Tiempo     |
| -------- | ---------------------- | --------------------- | ---------- |
| 1        | Rik van Looy           | Solo-Superia          | 6h 23' 32" |
| 2        | Edward Sels            | Solo-Superia          | + 1' 05"   |
| 3        | Willy Vannitsen        | Ford France-Gitane    | + 1' 11"   |
| 4        | Victor Van Schil       | Mercier-BP-Hutchinson | m. t.      |
| 5        | Joseph Huysmans        | Dr. Mann-Grundig      | m. t.      |
| 6        | Tom Simpson            | Peugeot-BP-Michelin   | m. t.      |
| 7        | Vittorio Adorni        | Salvarani             | m. t.      |
| 8        | Alfons Hermans         | Lamot-Libertas        | m. t.      |
| 9        | Noël Foré              | Flandria-Romeo        | + 1' 33"   |
| 10       | Georges van Coningsloo | Peugeot-BP-Michelin   | + 2' 13"   |